# Uffenheim
Uffenheim er en by i den mittelfrankiske Landkreis Neustadt an der Aisch-Bad Windsheim i den tyske delstat Bayern. Den er hjemsted for Verwaltungsgemeinschaft Uffenheim.

## Geografi
Nabokommuner er (med uret, fra nord): Weigenheim, Markt Nordheim, Ergersheim, Gallmersgarten, Ohrenbach, Adelshofen, Simmershofen og Gollhofen.

### Inddeling
- Uffenheim
- Brackenlohr
- Custenlohr
- Langensteinach
- Rudolzhofen
- Uttenhofen
- Wallmersbach
- Welbhausen

## Historie
Første gang nævnt i 1103, og i 1349 fik byen stadsret af kejser Karl 4.
Fra 1806 hørte byen under Kongeriget Bayern.

## Venskabsbyer
- Egletons, Departement Corrèze, Frankrig
- Pratovecchio, Toscana, Italien
- Kolbudy, Pommern, Polen